# شاخص قیمت مسکن
شاخص قیمت مسکن (به انگلیسی: House price index)، تغییرات قیمت مسکن را اندازه‌گیری می‌کند. متدولوژی‌هایی که عموماً جهت محاسبه تغییرات مسکن به کار می‌روند، رگرسیون هدانیک، شاخص میانگین و شاخص فروش‌های تکرارشونده هستند.

## آمریکا
در کشور آمریکا شاخص قیمت مسکن در شهرهای بزرگ، از سال ۱۹۶۸ هر ماه توسط انجمن ملی مسکن (NAR) منتشر می‌شود که بر اساس گزارش معاملات خانه‌های تک خانوار تعیین می‌گردد. این شاخص از میانه قیمت معاملات استفاده می‌کند و کیفیت-ثابت نیست. انجمن ملی سازندگان خانه، میانگین و میانه قیمت‌های خانه‌های موجود و خانه‌های ساخته شده را در سطح شهرها گزارش می‌دهد.
در آمریکا شاخص قیمتی S&P/Case-Shiller نیز استفاده می‌شود و مهم‌ترین شاخص اندازه‌گیری بازار مسکن این کشور است (استاندارد و پورز ۲۰۱۲). این شاخص‌ها تغییرات ارزش مسکن در سطح کل کشور و ۲۰ شهر بزرگ را نشان می‌دهند. شاخص شهرهای بزرگ ماهانه و شاخص کل کشور فصلی گزارش می‌شود.
این شاخص در دهه ۸۰ میلادی توسط کیس و شیلر (۱۹۸۷, ۱۹۸۹) ساخته شد. داده‌های لازم برای ساخت شاخص توسط کمپانی فیسرو (یک کمپانی پیشرو در زمینه فناوری اطلاعات، که داده‌های مربوط به معاملات مسکن را از منابع مختلف جمع‌آوری می‌کند و بعد از بررسی‌های لازم وارد دیتابیس می‌کند) انجام می‌شود. یک ورژن تعدیل شده از روش «فروش تکرارشونده وزنی» نیز توسط اداره نظارت بر شرکت‌های ساختمانی فدرال به عنوان شاخص قیمت فصلی برای خانه‌های تک خانوار ارائه می‌شود.

## سوئد
در سوئد، شاخص SCB با استفاده از ارزیابی ارزش خانه‌ها (که بر اساس رگرسیون هدانیک است) به کار می‌رود. اداره آمار، بر اساس ارزش‌های ارزیابی شده، خانه‌ها را به ۱۲ گروه در هر منطقه تقسیم‌بندی می‌کند. وزن‌ها بر اساس خانه‌ها موجود در هر گروه (نه خانه‌هایی که در آن دوره معامله شده‌اند) محاسبه می-شوند.

## انگلستان
در انگلستان شاخص‌های هلیفکس، نیشن واید و لند رجیستری برای بررسی تغییرات قیمت مسکن مورد استفاده قرار می‌گیرند.
«شاخص لند» رجیستری تغییرات ارزش مسکن را اندازه‌گیری می-کند. این شاخص از تمامی داده‌های معاملات خانه‌های مسکونی استفاده می‌کند و بر مبنای فروش‌های تکرارشونده است. دیتابیس لند، رجیستری اطلاعات مربوط به ویژگی‌های خانه‌ها را ندارد؛ بنابراین شاخص فروش‌های تکرارشونده روش خوبی برای ساخت شاخص با این دیتابیس است.
شاخص‌های هلیفکس و نیشن واید دو شاخصی است که در کشور انگلستان بیش‌تر به آن‌ها استناد می‌شود (لیشمن و واتکین، ۲۰۰۲).
«شاخص هلیفکس» از داده‌های بزرگترین وام‌دهنده مسکن استفاده می‌کند. این شاخص با به‌کارگیری روش هدانیک برش مقطعی محض ساخته شده‌است و از ویژگی‌های ملک و اطلاعات مربوط به آن مثل: قیمت معامله، مکان، نوع خانه، سن‌بنا، تعداد اتاق، تعداد سرویس بهداشتی، تعداد پارکینگ و فضای پارکینگ، حیاط استفاده می‌کند.
«انجمن نیشن واید» سابقه طولانی در ضبط و تجزیه تحلیل داده‌ها دارد. از سال ۱۹۵۲ میانگین قیمت معاملات، سالانه توسط نیشن واید منتشر می‌شود. در سال ۱۹۷۲ میانگین قیمت معاملات برای اولین بار در دوره‌های سه‌ماهه منتشر شد و از سال ۱۹۸۹ شاخص-های استاندارد شده و کیفیت ثابت توسط نیشن واید منتشر می‌شد. این شاخص‌ها ابتدا سه‌ماهه منتشر می‌شدند، اما از سال ۱۹۹۳ به صورت ماهانه منتشر می‌شوند.
روش به کار گرفته شده برای ساخت این شاخص مانند شاخص هلیفکس، روش هدانیک برش مقطعی محض است. این شاخص از داده-های وام استفاده می‌کند. ویژگی‌های مسکن که در شاخص نیشن واید دیده می‌شود شامل مکان، نوع محله (شاخص نیشن واید انگلستان را بر اساس نوع افرادی که در یک محله زندگی می-کنند به ۵۴ گروه تقسیم کرده‌است. مثلاً محله بازنشستگان)، سایز خانه، تعداد حمام و دستشویی، تعداد اتاق، نوع پارکینگ (یک پارکینگ، دو پارکینگ و بدون پارکینگ) و اینکه خانه نوساز است یا خیر.

## ایران
در ایران بانک مرکزی برای بازار مسکن تهران شاخص هایی تعریف کرده که علاوه بر ویژگی‎‌های ظاهری خانه‎‌های معامله ‎شده (مانند متراژ، سال ساخت و …) دیگر عوامل تعیین‌‎کننده را هم در نظر گرفته و تاثیر آن‌‎ها را در محاسبه این شاخص در بررسی می‌کند.
از طرفی این شاخص به عنوان یکی از اصلی‌ترین شاخص‌های اقتصاد کشور در کنار شاخص‌هایی چون نرخ اشتغال و درآمد مورد توجه قرار دارد. در محاسبه این شاخص قیمت معامله شده و تعداد دفعات معامله واحد مسکونی تأثیر پررنگ‌تری (وزن بیشتری) در محاسبه دارد.»